# مهرآباد تودة رود (مقاطعة دلفان)
مهرآباد تودة رود (بالفارسية: مهرآباد توده رود) هي قرية تقع في قسم كاكاوند الشرقي الريفي (مقاطعة دلفان) في إيران. يقدر عدد سكانها بـ 113 نسمة .